# Kaleed Rasheed
Pour les articles homonymes, voir Rasheed.
Kaleed Rasheed, né le 15 juin 1982 au Pakistan, est un directeur de comptes et homme politique ontarien (canadien).
Lors des élections générales ontariennes de 2018, il est élu député provincial de la circonscription ontarienne de Mississauga-Est—Cooksville sous la bannière du Parti progressiste-conservateur de l'Ontario.
En juin 2022, il est nommé ministre des Services au public et aux entreprises. Il démissionne de ce poste en septembre 2023 à la suite d'accusations en lien avec la controverse sur les arrêtés ministériels de zonages de l'Ontario et siège comme député indépendant.

## Biographie
Né au Pakistan, Rasheed immigre au Canada alors qu'il est jeune adulte. Il étudie l'administration à l'Université de Guelph-Humber (en) et obtient un Bachelor of business administration en 2009. Peu après, il s'installe au Royaume-Uni pour obtenir un Master of Business Administration de l'université de Bradford avant de rejoindre l'entreprise BlackBerry.
Alors qu'il étudie à Guelph, Rasheed participe à la création d'une équipe universitaire de cricket afin de compétitionner avec les autres équipes d'établissements post-secondaires.

### Carrière politique
Élu par acclamation lors de la nomination progressiste-conservatrice dans Mississauga-Est—Cooksville, Rasheed est élu en 2018. Il devient whip suppléant du gouvernement en 2019,. Du 18 juin 2021 au 24 juin 2022, il est ministre associé du Gouvernement numérique.
Réélu en 2022, il entre au cabinet au poste de ministre des Services au public et aux entreprises en juin 2022.
Le 20 septembre 2023, il démissionne de son poste de ministre à la suite d'accusations en lien avec la controverse sur les arrêtés ministériels de zonages de l'Ontario. Exclu du caucus progressiste-conservateur, il siège comme député indépendant.

## Vie privée
Son grand-père, le major Mohammad Aslam Khan, est un vétéran de l'armée britanno-indienne ayant participé à la Seconde Guerre mondiale. Il s'installe au Canada avec sa famille en 1967,. Rasheed vit à Mississauga avec sa femme et ses cinq enfants.